# Palazzo Bartolini-Torrigiani
Palazzo Bartolini-Torrigiani è un palazzo del centro storico di Firenze, situato tra via Porta Rossa 19 e, come affaccio posteriore, via delle Terme 16. Ingloba l'antica torre dei Monaldi, detta anche La Rognosa, una delle più alte e meglio conservate della città; è inoltre unito negli interni all'adiacente palazzo Altoviti (n. 17). Oggi è sede, dalla prima metà dell'Ottocento, dell'Hotel Porta Rossa, uno dei più antichi alberghi ancora attivi in città. 
Il palazzo appare nell'elenco redatto nel 1901 dalla Direzione Generale delle Antichità e Belle Arti, quale edificio monumentale da considerare patrimonio artistico nazionale.

## Bibliografia

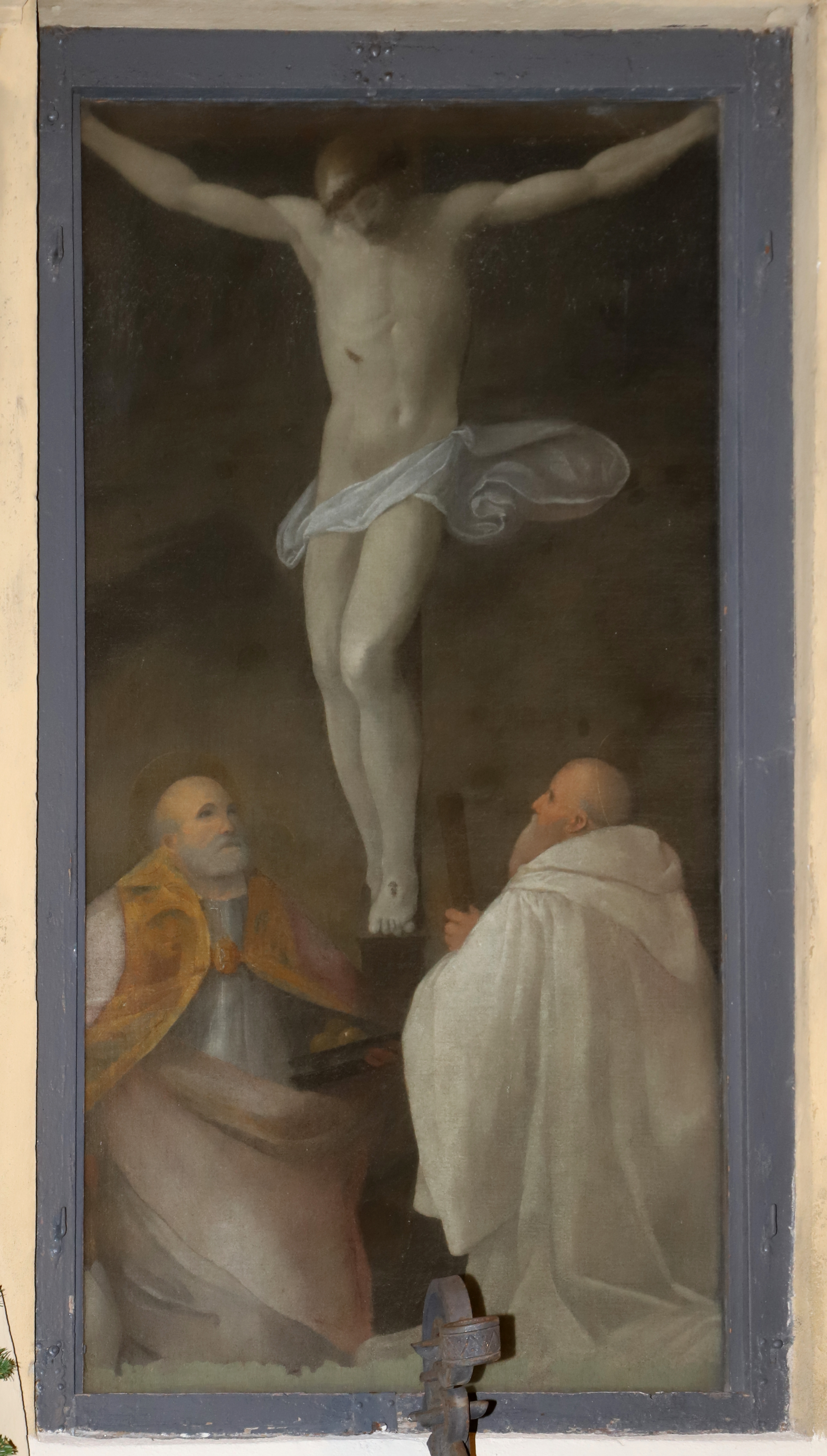
Il tabernacolo di Giovan Battista Naldini

## Storia
L'edificio sorge su antiche preesistenze, pervenute ai Bartolini tra il 1350 circa e il 1516 nell'ambito di una campagna di acquisti promossa da questa famiglia a interessare una vasta area compresa tra via delle Terme, Porta Rossa e piazza Santa Trinita, e iniziata presumibilmente proprio da questa porzione. 

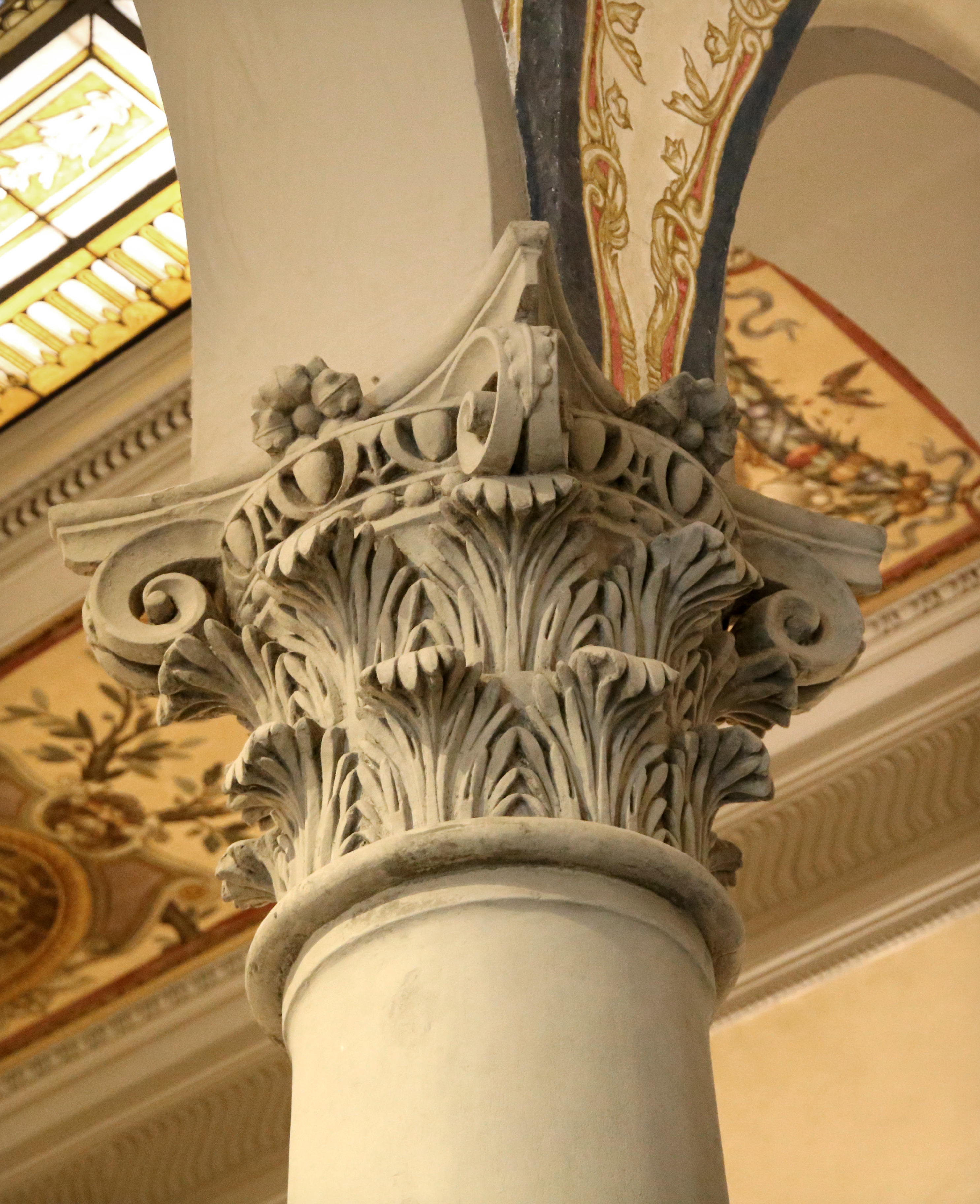
Capitello del cortile

Più in particolare l'attuale fabbrica ingloba una antica torre dei Monaldi (XIII secolo), detta la Rognosa (questo nome forse deriva dalle "rogne" che la famiglia riuscì a mettere su per evitare che la torre venisse scapitozzata, nonostante fosse più alta di quanto consentito), e varie case e botteghe, in origine dei Monaldi, dei Del Bene, dei Soldanieri e dei d'Aringo, tra cui una "Locanda di Porta Rossa" esistente almeno dal Trecento. Il palazzo odierno fu rimaneggiato da Baccio d'Agnolo per gli stessi Bartolini, ma già Walther Limburger sottolineava come l'attribuzione poggiasse genericamente sulla constatazione della presenza dell'architetto nel cantiere del vicino palazzo Bartolini Salimbeni e della comune proprietà degli edifici, più che su precise qualità stilistiche. Tuttavia il linguaggio 'neomedievalista', specialmente con gli sporti in pietra in facciata, che informa il palazzo bene si presta a quest'attribuzione (Trotta 1992).

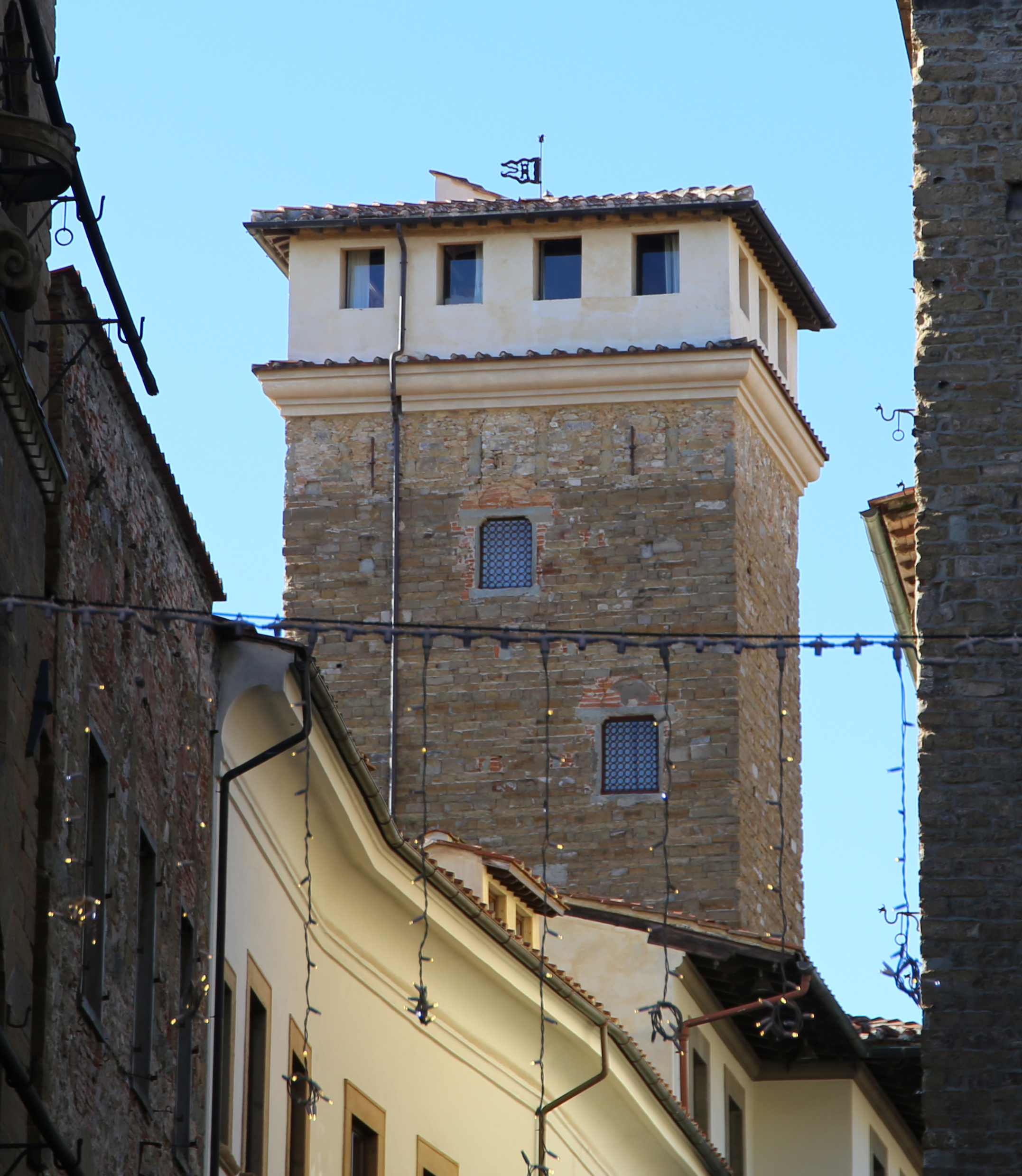
La torre Monalda

Acquistato dai Dati nel 1555, il palazzo passò nel 1559 ai Torrigiani. Quindi fu ristrutturato internamente tra Cinquecento e Seicento e abbellito di preziose suppellettili. Nel primo Settecento Tommaso Gherardini affrescò una sala con Mosè salvato dalle acque. 
Per quanto riguarda la porzione di palazzo Altoviti, l'attuale fabbrica, pur mostrando un fronte dal carattere seicentesco (comunque oltremodo semplice), incorpora antiche case, le principali delle quali erano, nel Trecento, degli Arnoldi e dei Monaldi. Quella degli Arnoldi fu comprata nel 1493 dagli Altoviti e, un secolo dopo, questa stessa famiglia entrò in possesso anche dell'altra, nel frattempo passata ai Bartolini e ai Ricci.
Nella prima metà dell'Ottocento il complesso, già unificato, fu dato in affitto come albergo, tradizione poi portata avanti fino ai giorni nostri (come Hotel Porta Rossa, dal 2010 condotto dalla società NH Hoteles). Tra i personaggi illustri che il libro dei soci del Gabinetto Scientifico Letterario G.P. Vieusseux registra come qui alloggiati nella prima metà del XIX secolo si ricordano lo storico tedesco Georg Gottfried Gervinus, il poeta e musicista Frederick Tennyson (fratello del poeta Alfred) e, nel 1836, l'architetto e storico francese Eugène Viollet-le-Duc; inoltre vi risiedettero Stendhal, Byron, Lamartine, Massimo d'Azeglio (verso il 1846), Teresa di Lisieux (nel 1887, di ritorno da Roma), Eugenio Montale e Alberto Moravia. Nel 1975 Mario Monicelli vi girò una scena del film Amici miei, quella in cui il conte Mascetti (Ugo Tognazzi) scopre l'amante adolescente "Titti" (Silvia Dionisio) a letto con un'altra donna, e il palazzo fu set anche per Dario Argento (La sindrome di Stendhal, 1996) e Philip Haas (Una notte per decidere, 2000). 
Il complesso fu interessato da un esteso cantiere di restauro negli anni ottanta del Novecento, su progetto dell'architetto Nino Jodice, al quale sono seguiti gli interventi condotti dal 2008 al 2010 che hanno portato all'ulteriore e pieno recupero dell'edificio e delle sue pertinenze.

## Descrizione

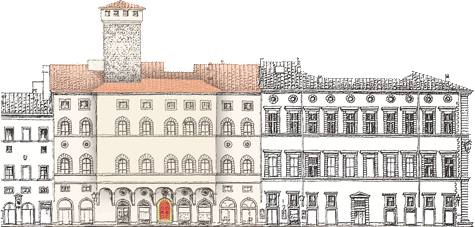
Alzato del palazzo Bartolini-Torrigiani

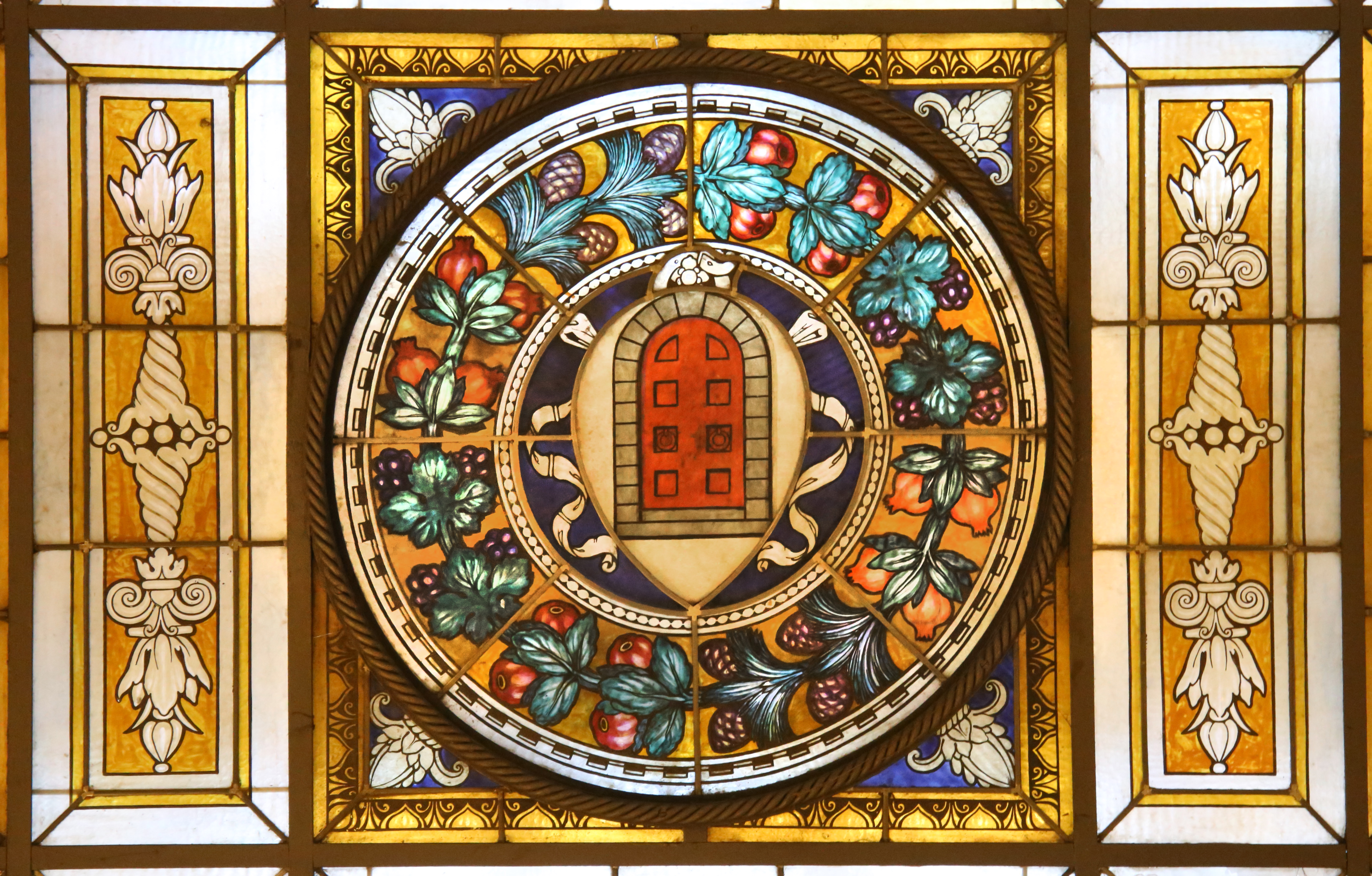
Vetrata della Hall con il simbolo del Porta Rossa

Su via Porta Rossa il corpo centrale in aggetto, con cinque assi di finestre centinate e inquadrate da diafane ghiere di conci lisci, è risaltato rispetto alle strette ali laterali, con l'addizione delle quali sono condotte globalmente a nove gli assi di facciata. Una serie di finestrelle rettangolari sottotetto ed alcuni occhi circolari nelle ali e al di sotto degli archetti degli sporti concludono questo interessante esempio di architettura 'canonica' primo cinquecentesca. Si notino, sulle mensole in pietra degli sporti che sorreggono il corpo centrale della fabbrica, i papaveri araldici in riferimento alla famiglia proprietaria. 
Notevole il cortile coperto, con raffinati capitelli, oggi hall dell'hotel, decorata dalle vetrate in stile neorinascimentale realizzate attorno al 1900 dallo stabilimento di Ulisse De Matteis. 
Nella torre, che non è visibile dall'ingresso del palazzo ma solo alluntanandosi lungo via Porta Rossa, è stata ricavata una suite alberghiera su tre livelli, con soggiorno panoramico a 360° nel sottotetto. Forse in antico, al posto del un tetto spiovente, qui si trovava un ballatoio difensivo con merlatura guelfa.
Su via delle Terme il fronte si presenta con una facciata oltremodo semplice, intonacata, con finestre distribuite per undici assi complessivi su tre piani (quattro nel lato verso piazza Santa Trinita). Nella porzione "Altoviti" lo sviluppo complessivo della facciata è di dieci assi per tre piani, ma con varie finestre fuori asse, a documentare dell'antica storia e delle molte trasformazioni alle quali l'edificio è stato sottoposto nel tempo. Sulla destra della facciata è un tabernacolo con edicola tardocinquecentesca contenente una tela raffigurante la Crocifissione tra i santi Nicola di Bari e Romualdo (o Benedetto), dipinta da Giovanni Battista Naldini e restaurata nel 1994 da Gioia Germani per interessamento di Elisa Leoni e Claudia Passerin d'Entrèves; esiste un tabernacolo dello stesso autore e molto simile anche in via dei Corsi, sul fianco della chiesa di San Gaetano. In prossimità di quest'opera è, in alto, uno scudo con l'arme degli Altoviti (di nero, al lupo rapace d'argento), ancora ben leggibile nonostante la perdita della parte alta della figura (quello che si vede è una copia moderna, l'originale è dentro al palazzo). Al terreno sono resti dell'antica costruzione in pietra forte.

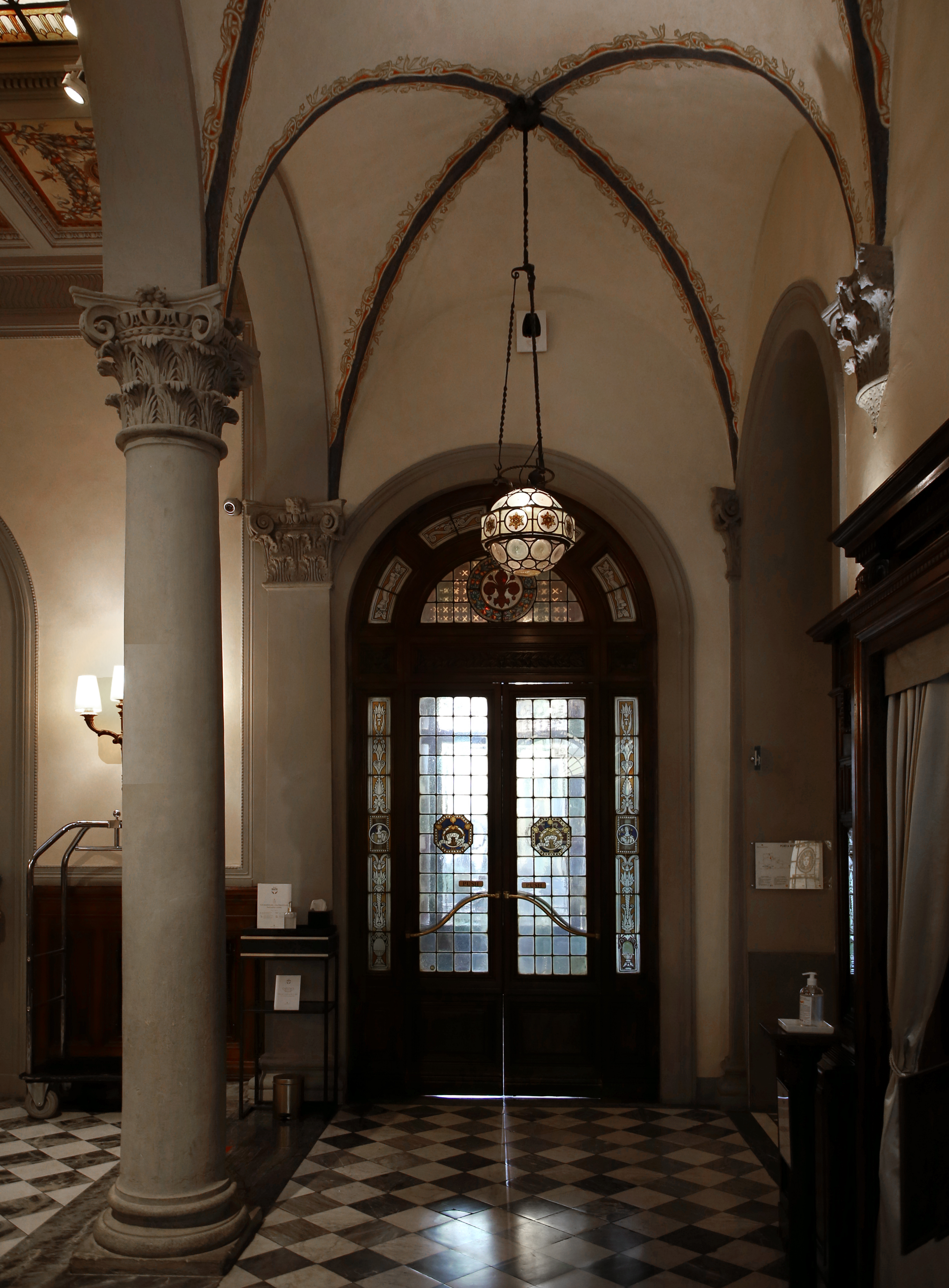
L'ex-cortile, oggi hall dell'albergo
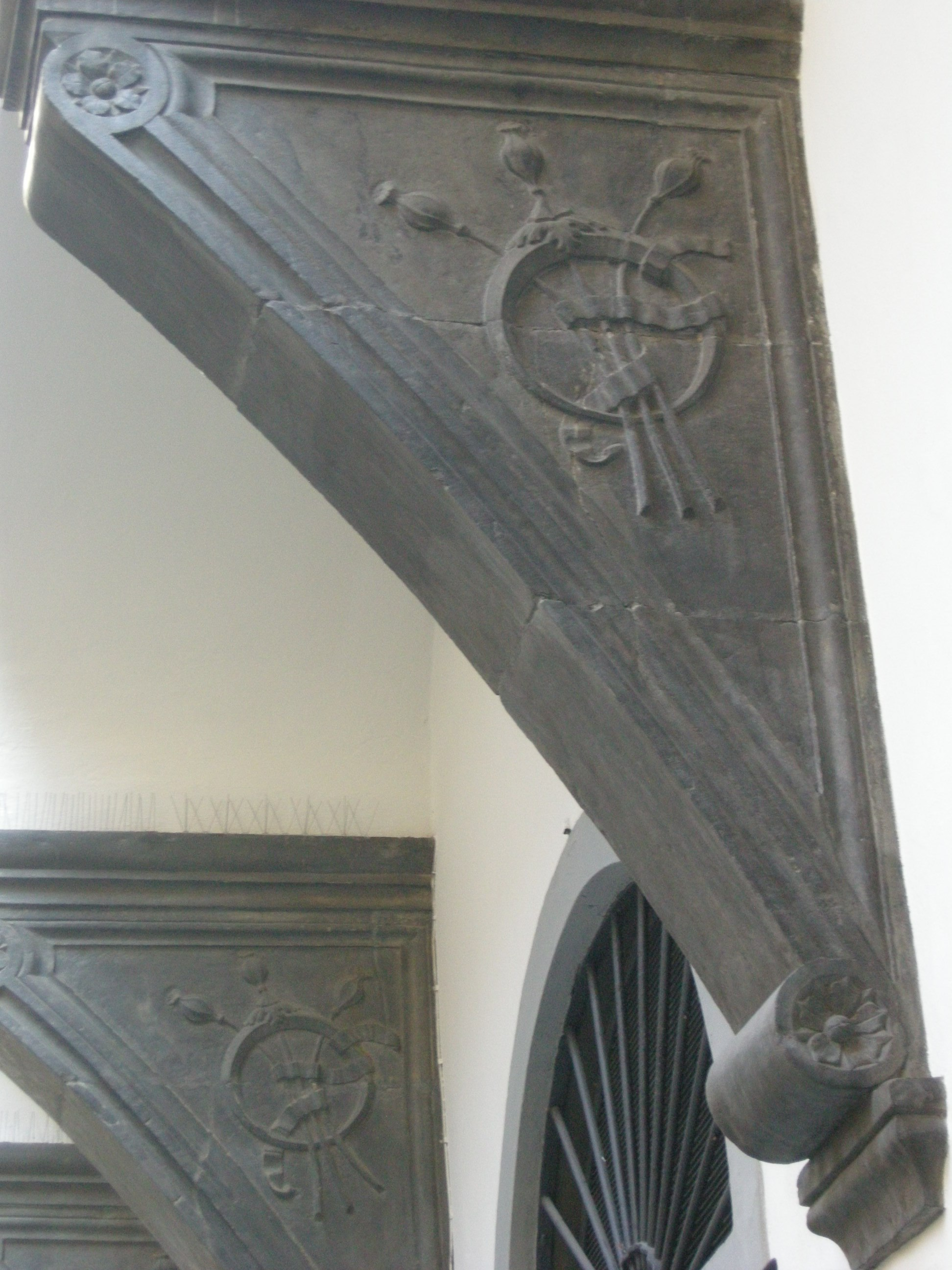
Una delle mensole con l'emblema dei Bartolini